# Бромид ртути(I)
Броми́д дирту́ти(2+), также дибромид диртути и бромид ртути(I) — неорганическое вещество с формулой {\displaystyle {\mathsf {Hg_{2}Br_{2}}}}, соединение ртути и брома. Относится к классу бинарных соединений, является солью, образованной катионом Hg22+ и анионом бромоводородной кислоты. Кристаллическое вещество светло-жёлтого цвета.

## Физические свойства
Бромид диртути(2+) при нормальных условиях — твёрдое вещество светло-жёлтого цвета нерастворимое в воде, этаноле, ацетоне. Возгоняется при 345 °C. Не образует кристаллогидратов.
Имеет тетрагональную сингонию кристаллической решётки (пространственная группа I 4/mmm, a = 0,456 нм, с = 1,110 нм, Z = 2).

## Химические свойства
Бромид диртути(2+) не реагирует с соляной кислотой, щелочами, гидратом аммиака.
Вступает в реакции:
- с концентрированной азотной кислотой

{\displaystyle {\mathsf {Hg_{2}Br_{2}\ +\ 6HNO_{3}\ \longrightarrow \ 2Hg(NO_{3})_{2}\ +\ 2HBr\uparrow +\ 2NO_{2}\uparrow +\ 2H_{2}O}}}
- с горячей концентрированной серной кислотой

{\displaystyle {\mathsf {Hg_{2}Br_{2}\ +\ 4H_{2}SO_{4}\ \longrightarrow \ 2HgSO_{4}\downarrow +\ 2Br_{2}\uparrow +\ SO_{2}\uparrow +\ 4H_{2}O}}}
- с концентрированным раствором бромида калия

{\displaystyle {\mathsf {Hg_{2}Br_{2}\ +\ 2KBr\ \longrightarrow \ K_{2}[HgBr_{4}]\ +\ Hg\downarrow }}}
- в концентрированном растворе аммиака образует амидобромид ртути(II) с выделением водорода

{\displaystyle {\mathsf {Hg_{2}Br_{2}+NH_{3}\ {\xrightarrow {}}\ Hg(NH_{2})Br+H_{2}\uparrow }}}
На свету медленно разлагается на бромид ртути(II) и металлическую ртуть:
{\displaystyle {\mathsf {Hg_{2}Br_{2}\ \longrightarrow \ HgBr_{2}\ +\ Hg}}}

## Получение
Бромид диртути(2+) может быть получен:
- взаимодействием бромида ртути(II) и металлической ртути при высокой температуре[1]:

{\displaystyle {\mathsf {HgBr_{2}\ +\ Hg\ {\xrightarrow {250-300\ ^{\circ }C}}Hg_{2}Br_{2}}}}
- с помощью реакций ионного обмена, например осаждением бромидом калия из раствора нитрата диртути(2+) в разбавленной азотной кислоте[1]

{\displaystyle {\mathsf {Hg_{2}(NO_{3})_{2}+\ 2KBr\longrightarrow Hg_{2}Br_{2}\downarrow +\ 2KNO_{3}}}}
- анодным растворением ртути в бромомоводородной кислоте[3]

на аноде {\displaystyle {\mathsf {2Hg\ +\ 2Br^{-}\ \longrightarrow \ Hg_{2}Br_{2}\ +\ 2}}e^{-}}
на катоде {\displaystyle {\mathsf {2H^{+}\ +\ 2}}e^{-}\ {\mathsf {\longrightarrow \ H_{2}}}}

## Применение
Бромид диртути(2+) применяют как компонент электролитов при рафинировании металлической ртути, для электрохимических экспериментов, для синтеза ртутьорганических соединений.

## Токсичность
Бромид диртути(2+) является токсичным веществом. Оказывает раздражающее действие на кожу, глаза, органы дыхания. При попадании внутрь организма главным образом поражает почки, нервную ткань и органы ЖКТ.
Является очень токсичным для водных организмов. Может оказывать долговременное вредное воздействие на водную среду.
ПДК (в пересчёте на Hg) составляет: в воздухе рабочей зоны 0,2 мг/м³; в атмосферном воздухе 0,0003 мг/м³; в воде водоёмов 0,001 мг/л.